# Ali Salmeen
Ali Salmeen est un footballeur international émirien né le 4 février 1995. Il évolue au poste de milieu de terrain avec le club d'Al Wasl Dubaï.

## Carrière

### En club
Il participe à la Ligue des champions d'Asie en 2018 avec le club d'Al Wasl Dubaï.

### En sélection
Il reçoit sa première sélection avec l'équipe des Émirats arabes unis le 27 mai 2014, en amical contre l'Arménie (défaite 3-4). Il doit ensuite attendre la fin de l'année 2017 pour rejouer avec la sélection (victoire 1-0 contre l'Irak en amical). 
Il participe ensuite à la Coupe du Golfe des nations 2017-2018. Lors de cette compétition, il joue cinq matchs. Les Émirats arabes unis s'inclinent en finale face à l'équipe d'Oman, après une séance de tirs au but.
Il marque son premier but avec la sélection émirati le 20 novembre 2018, lors d'une rencontre amicale face au Yémen, au stade Zabeel de Dubaï (victoire 2-0). 
En janvier 2019, il participe à la Coupe d'Asie des nations organisée aux Émirats arabes unis.

## Palmarès

### En équipe nationale
- Finaliste de la Coupe du Golfe des nations en 2018 avec l'équipe des Émirats arabes unis

### En club
- Vice-champion des Émirats arabes unis en 2017 avec l'Al Wasl Dubaï
- Finaliste de la Coupe des Émirats arabes unis en 2018 avec l'Al Wasl Dubaï